# Dubai Investment Park
Dubai Investment Park (in arabo مجمع دبي للاستثمار ‎?) è una comunità dell'Emirato di Dubai, negli Emirati Arabi Uniti. Si trova nel Settore 5 nella zona centro-occidentale di Dubai. È una delle aree più densamente popolate di Dubai.

## Territorio
Il territorio della comunità occupa una superficie di 36 km² nella zona interna di Dubai.
L'area è delimitata dalla Sheikh Mohammed Bin Zayed Road (E 311) a ovest, dalla Al Yalayis Street (E 57) a nord, dalla Emirates Road (E 611) a est e dalla Expo Road (E 77) a sud.
Il quartiere è suddiviso in due comunità: 
- Dubai Investment Park First, anche indicata come DIP 1, (codice comunità 598), a ovest;
- Dubai Investment Park Second, anche indicata come DIP 2, (codice comunità 599), a est.

L'area è prevalentemente residenziale, anche se non mancano insediamenti industriali e commerciali. La zona est di Dubai Investment Park Second è desertica e non sviluppata.
La componente residenziale è formata da alcuni complessi di buona qualità:
- Green Community, in DIP 1;
- Ewan Residence, in DIP 1;
- Dunes Village, in DIP2;
- Ritaj, in DIP2.

Nell'area residenziale sono inoltre presenti scuole per le varie età e servizi ospedalieri pubblici e privati.
La zona commerciale prevede quattro centri commerciali e negozi per lo shopping distribuiti all'interno delle aree residenziali.
La zona industriale è separata da quella residenziale e si trova nella parte sud della comunità preso la Expo Road. Vi si trovano industrie leggere di vari settori: materiali da costruzione, prodotti alimentari e bevande, plastica, tessile e farmaceutico. L'area dispone inoltre di grandi strutture utilizzabili come magazzini, stoccaggio e soluzioni logistiche.
Dubai Investment Park dispone inoltre di un'ampia gamma di alberghi e appartamenti arredati in grado di soddisfare diversi segmenti di mercato di viaggiatori d'affari e di piacere. Fra questi:
- Premier Inn;
- Fortune Park Hotel;
- Abar Hotel Apartments;
- Copthorne Lakeview Hotel;
- Peony Hotel;
- Delta Hotels by Marriott.

L'area è servita solo limitatamente dalla metropolitana con la sola fermata di Dubai Investment Park della Linea Rossa, che si trova nella comunità di DIP 1. 
Vi sono tuttavia diverse linee di superficie che collegano le principali zone della comunità.